# IFK 예테보리

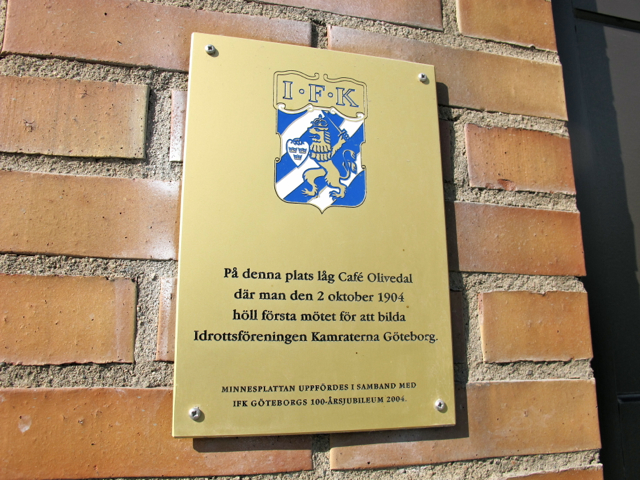

IFK 예테보리(스웨덴어: Idrottsföreningen Kamraterna Göteborg)는 스웨덴의 축구 클럽으로 예테보리를 연고지로 하고 있다. 클럽은 때때로 간단히 IFK로 불리기도 한다. IFK 예테보리는 1904년 10월 4일에 창단되어 18번의 리그 우승 4번의 컵 대회 우승 2번의 UEFA컵 우승을 기록하였다.
말뫼 FF와 AIK 솔나와 함께 IFK 예테보리는 스웨덴 축구 클럽 가운데 "빅3"로 여겨진다. 이 세팀이 총 43회 리그 우승을 하였다. 이 클럽은 스칸디나비아반도의 축구 클럽 가운데 유럽 대회를 우승한 유일한 팀이다. IFK는 1982년과 1987년에 UEFA컵을 우승하였다.

## 선수 명단

### 현역
참고: FIFA 자격 규정에 따라 소속된 국가대표팀 국기를 표시합니다. 선수는 복수의 FIFA 비회원국 국적을 가지고 있을 수 있습니다.
| 번호 | 포지션 | 국적 | 이름            |
| ---- | ------ | ---- | --------------- |
| 9    | FW     |      | 맥스 펭에르     |
| 13   | DF     |      | 구스타브 스벤손 |

| 번호 | 포지션 | 국적 | 이름 |
| ---- | ------ | ---- | ---- |

## 역대 감독
| 감독        | 임기        |
| ----------- | ----------- |
| 군나르 그렌 | 1960        |
| 보 요한손   | 2003 ~ 2004 |

## 역대 성적

#### 국내 대회
- 알스벤스칸 우승

우승 (18): 1908, 1910, 1918, 1934–35, 1941–42, 1957–58, 1969, 1982, 1983, 1984, 1987, 1990, 1991, 1993, 1994, 1995, 1996, 2007
- 알스벤스칸 준우승

우승 (13): 1924–25, 1926–27, 1929–30, 1939–49, 1979, 1981, 1986, 1988, 1997, 2005, 2009, 2014, 2015
- 스웨덴 컵 우승

우승 (7): 1978–79, 1981–82, 1982–83, 1991, 2008, 2012–13, 2014–15
- 스웨덴 컵 준우승

우승 (5): 1985–86, 1998–99, 2004, 2007, 2009

#### 유럽 대회
- UEFA컵 우승

우승 (2): 1981–82, 1986–87
- 로얄 리그 준우승

우승 (1): 2004-05